# 20-та повітряна армія (США)
20-та повітряна армія (США) (англ. Twentieth Air Force) — нумерована авіаційна армія у складі ВПС США, Командування авіакосмічних сил США. Головний штаб армії знаходиться на авіабазі імені Варрена штату Вайомінг. Відповідає за операції з міжконтинентальними балістичними ракетами. Є підзвітною Стратегічному командуванню США.
20-та повітряна армія була заснована 20 червня 1941 і перебувала у складі ВПС Армії США. Протягом Другої світової війни під її командуванням діяли стратегічні бомбардувальники США, переважно В-29. У серпні 1945 року 509-та змішана група 20-ї повітряної армії провела ядерний удар по Японії. Згодом її підрозділи брали участь у бомбардуваннях Кореї під час Корейської війни.